# Nesluša
Nesluša je naseljeno mjesto u okrugu Kysucké Nové Mesto u Žilinskom kraju u Slovačkoj.

## Stanovništvo
| Godina:     | 1993. | 2003.   | 2013.   | 2023.   |
| ----------- | ----- | ------- | ------- | ------- |
| Broj ljudi: | 3214  | 3244    | 3157    | 3210    |
| Razlika:    |       | +0,93 % | -2,68 % | +1,67 % |

| Godina:     | 2022. | 2023.   |
| ----------- | ----- | ------- |
| Broj ljudi: | 3219  | 3210    |
| Razlika:    |       | -0,27 % |

Prema podatcima o broju stanovnika iz 2023. godine naselje je imalo 3210 stanovnika.

## Vanjske poveznice
|  | Zajednički poslužitelj ima još gradiva o temi Nesluša |

- Službena stranica naselja (sl.)